# きのこ検定
きのこ検定（きのこけんてい）は、きのこ検定運営委員会によって実施されている日本の検定試験である。検定内容はきのこに関する知識を問う問題となっている。一般社団法人日本きのこマイスター協会、ホクト株式会社後援、協力。日本出版販売が企画・運営する。

## 実施要項
2019年（第7回）以降実施されていない。

### 実施級
値段はいずれも税込み。併願すると割引がある。
- 4級（4,000円）
- 3級（4,900円）
- 2級（5,650円）
- 1級（6,650円）

### 試験会場
長野、東京、大阪、名古屋

### 合格者特典
合格者には合格認定カードや合格認定名刺といった有料特典がある。

## 公式テキスト
- 『きのこ検定 公式テキスト』（ホクトきのこ総合研究所 監修、実業之日本社 刊、ISBN 978-4-408-00892-9）[2]